# Кронберг (род)
Кронбергите (на немски: Herren von Kronberg, Cronberg) са имперски рицарски род, който от около 1220 г. до измиране на мъжката линия през 1704 г. имат резиденция на замък Бург Кронберг в Таунус над днешния град Кронберг в Таунус в Хесен, Германия.
Прародител е през 1194 г. споменатият в документ Валтер фон Хешебурнен. Фамилията има малък замък, мот, в Ешборн. През 1252 – 1399 г. тя се дели на три крила: Кронен-, Флюгел- и Орен-крило. Ото I фон Ешборн от рода Кронен се мести през 1230 г. на новопостроения замък Бург Кронберг и веднага се нарича фон Кронберг. От около 1250 г. там отива и рода Флюгел.
На 16 февруари 1389 г. Йохан, Валтер и Франк фон Кронберг заедно с техния съюзник, граф Улрих V от Ханау и други рицари обявяват война на свободния имперски град Франкфурт на Майн. На 14 май те побеждават в битката при Ешборн и вземат над 620 франкфуртски граждани в плен, които освобождават срещу 73 000 гулдена. Градът сключва съюз тогава с Кронбергерите и те участват в неговата политика.
През 1617 г. със смъртта на Йохан Еберхард фон Кронберг, вицедоминус на Рейнгау и служител на Майнц (truchsess), измира крилото фон Кронберг. През 1618 г. Кронбергите са издигнати на фрайхерен, 1630 г. на графове. През 1632 г. Кронбергите получават
Ротенберг в Оденвалд.
През 1704 г. фамилията измира със смъртта на Йохан Николаус фон Кронберг. Господството Ротенберг отива към род Дегенфелд, а господството Кронберг на Курфюрство Майнц.

## Значими от фамилията
- Хартмут IV рицар фон Кронберг получава 1330 г. от император Лудвиг IV Баварски градските права за селището на замъка
- Валтер фон Кронберг (1477 – 1543), от 1526 магистър на рицарите от Тевтонския орден и от 1527 до 1543 също Велик магистър на Тевтонския орден.
- Хартмут XII фон Кронберг (1488 – 1549) е един от първите последователи на Мартин Лутер
- Йохан Еберхард фон Кронберг (1547 – 1617) е командир на Алценау и по-късно бургграф цу Фридберг
- Йохан Швайкхард фон Кронберг (1553 – 1626), внук на Хартмут XII, е от 1604 г. курфюрст и архиепископ на Майнц
- Йохан Николаус фон Кронберг (1633 – 1704) умира бездетен като последен член на фамилията по мъжка линия